# جورج كليمنت بيركنز
جورج كليمنت بيركنز (بالإنجليزية: George Clement Perkins)‏ هو شخصية أعمال وسياسي أمريكي، ولد في 23 أغسطس 1839 في كينبونكبورت في الولايات المتحدة، وتوفي في 26 فبراير 1923 في أوكلاند في الولايات المتحدة. نشط حزبياً في الحزب الجمهوري. وقد انتخب حاكم كاليفورنيا (8 يناير 1880 – 10 يناير 1883) وانتخب عضو مجلس ولاية كاليفورنيا وانتخب عضو مجلس الشيوخ الأمريكي عن دائرة كاليفورنيا (26 يوليو 1893 – 3 مارس 1915).